# فارگلوری دی وان
فارگلوری دی وان (انگلیسی: Farglory THE ONE) ساختمان مسکونی ۶۸ طبقه مستقر در شهر کائوهسیونگ، تایوان است، که در سال ۲۰۱۹ احداث گردید.